# 앨런드라 블레이즈
엘룬드라 블레이즈(Alundra Blayze)/'매두사(Madusa)/데브라 미셸(Debrah Miceli)은 본명은데브라 엔 미셸(Debra Ann Miceli, 1964년 2월 9일 ~ )다. 이탈리아의 여자 전 프로레슬링선수다. 키는 178cm 몸무게는 68kg이다. 피니쉬는 브리징 저먼 수플렉스, 에어플레인 스핀으로 사용을 한다. 그는 WWF, WCW에서 활동을 한적은 있었다.

## 타이틀 경력
- IWA 월드 위민스 챔피언 2회
- AWA 월드 위민스 챔피언 1회
- IWCCW 위민스 챔피언 1회
- WWE 위민스 챔피언 (구 버전) 3회
- WWE 24/7 챔피언 1회
- WCW 크루저웨이트 챔피언 1회
- 2015년 WWE 명예의 전당 헌액